# تورچیانسکه تپلیتسه
تورچیانسکه تپلیتسه (به : Bad Stuben) یک سکونتگاه مسکونی در اسلواکی با جمعیت ۶٬۹۴۱ نفر است که در Turčianske Teplice District واقع شده‌است.